# Gemeinsame Wissenschaftskonferenz
Die Gemeinsame Wissenschaftskonferenz (GWK) ist die Nachfolgeorganisation der früheren Bund-Länder-Kommission für Bildungsplanung und Forschungsförderung. Sie wurde im Zuge der Föderalismusreform gegründet und nahm am 1. Januar 2008 ihre Arbeit auf. Sie koordiniert die gemeinsame Wissenschaftsförderung von Bund und Ländern. Ferner steht die GWK in der Tradition des Königsteiner Staatsabkommens; so wird durch die GWK auch der Königsteiner Schlüssel festgelegt. Generalsekretärin ist seit Oktober 2016 die Ministerialdirigentin Inga Schäfer in der Nachfolge von Hans-Gerhard Husung, der seit Februar 2011 bis zu seinem Ruhestand dieses Amt bekleidete. Schäfer ist Kommunikations- und Politikwissenschaftlerin.
Der Auftrag der GWK ergibt sich aus Art. 91b des Grundgesetzes und dem GWK-Abkommen. Mitglieder der GWK sind die für Wissenschaft und Forschung sowie die für Finanzen zuständigen Ministerinnen und Minister des Bundes und der Länder. Sitz der Geschäftsstelle ist Bonn.
Durch die Föderalismusreform erfuhr Artikel 91b des Grundgesetzes eine Präzisierung und Erweiterung.
Bund und Länder können demnach zusammenwirken bei der Förderung von:
- Einrichtungen und Vorhaben der wissenschaftlichen Forschung außerhalb der Hochschulen,
- Vorhaben der Wissenschaft und Forschung an Hochschulen,
- Forschungsbauten an Hochschulen einschließlich Großgeräten.

In Ausführungsvereinbarungen werden Details zur Förderung der deutschen Forschungsorganisationen geregelt. Dazu zählen unter anderem:
- Ausführungsvereinbarung Deutsche Forschungsgemeinschaft (AV-DFG),
- Ausführungsvereinbarung Max-Planck-Gesellschaft (AV-MPG),
- Ausführungsvereinbarung über die gemeinsame Förderung der Mitgliedseinrichtungen der Wissenschaftsgemeinschaft Gottfried Wilhelm Leibniz e. V. (AV-WGL),
- Ausführungsvereinbarung Forschungsbauten an Hochschulen einschließlich Großgeräten (AV-FuG)

## Durch Bund und Länder gemeinsam geförderte Wissenschaftseinrichtungen
- Deutsche Forschungsgemeinschaft (DFG)
- Fraunhofer-Gesellschaft (FhG)
- Helmholtz-Gemeinschaft Deutscher Forschungszentren (HGF)
- Leibniz-Gemeinschaft (WGL)
- Max-Planck-Gesellschaft (MPG)
- Deutsches Zentrum für Hochschul- und Wissenschaftsforschung (DZHW)
- Deutsche Akademie der Technikwissenschaften (acatech)
- Deutsche Akademie der Naturforscher Leopoldina
- Wissenschaftskolleg zu Berlin